# 다찌마와 LEE
다찌마와 LEE는 2000년 개봉한 대한민국의 액션 단편 영화이다. 온라인 극장에 개봉된 지 2달만에 50만회의 조회수를 기록했다.

## 출연

### 주연
- 임원희
- 이윤성
- 한승희

### 조연
- 안길강
- 박성빈
- 류승범
- 서지오
- 김형준
- 주영민
- 황춘하

## 기타
- 조명: 김성관
- 미술: 라현경